# Нечволодов, Григорий Иванович
Григорий Иванович Нечволодов (1780—?) — офицер Русской императорской армии, подполковник, участник Наполеоновских и Кавказской войн.

## Биография
Родился в 1780 году.
Избрав военную карьеру ещё будучи подростком, благодаря своему дяде, суворовскому ветерану, он участвовал в Швейцарском походе Суворова — в покорении Альп и Чертова моста. За эту кампанию получил чин майора и награды.
Григорий Нечволодов был горячей натурой, и после дуэли со смертельным исходом для знатного участника поединка он лишился чинов и орденов, был сослан на север в село Колу. Оттуда бежал в Англию, где намеревался завербоваться волонтёром в колониальное войско. Избежать этого помог русский посланник в Англии С. Р. Воронцов, который хлопотал перед императором Александром I прощение Нечволодова: помилование было получено, но Григорий Иванович был лишён суворовских наград. Он продолжил службу в Русской императорской армии, принимал участие в войне с Наполеоном, не единожды был ранен и контужен, но возвращался в строй. В 1813 году он был майором Павлодарского гусарского полка и в сражении под Лейпцигом вернул себе прежние и получил новые награды.
Нечволодов был женат на польской графине Тышкевич. Однажды проиграл в карты большую сумму казённых денег, за что в 1822 году снова разжалован и сослан на Кавказ рядовым в Нижегородский полк. Принимал участие в Кавказской войне, за отличие в боях сам генерал Ермолов просил у Императора о его полном прощении, но Нечволодов был произведён только в прапорщики. В дальнейшем он заслужил следующие чины и во второй раз вернул все награды.

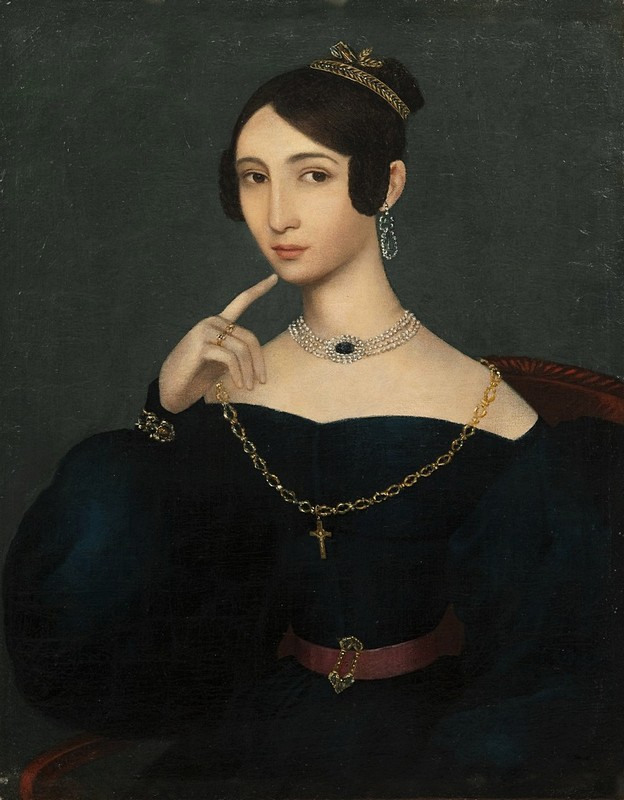
Екатерина Нечволодова

В 1840 году в чине подполковник Нечволодов вышел в отставку Его жена чаще жила в столице и редко видела своего мужа. Детей они не имели, и она предложила удочерить сиротку пусть даже кавказского происхождения. Нечволодовым была взята на воспитание девочка-черкешенка по имени Сатаней, оставшаяся сиротой; ей дали имя Екатерина. Для воссоединения с семьёй, графиня Тышкевич прибыла на Кубань, где находились муж и девочка, а затем все отправились в Кахетию на его место службы. По дороге графиня внезапно скончалась от инфаркта; отец с приёмной дочерью прибыли в свой полк и поселились в селе Царские Колодцы (ныне Дедоплис-Цкаро). До 1830 года Григорий Нечвололов был вдовцом, а затем женился на своей повзрослевшей воспитаннице Екатерине Григорьевне (1815—1887).
Последним местом службы Г. И. Нечволодова был Нижегородский драгунский полк, квартировавший в Грузии, в селе Караагач в 1820—1840 годах. Имеются сведения, когда М. Ю. Лермонтов во время первой ссылки на Кавказ был направлен в Нижегородский драгунский полк, квартировавший в Грузии, где познакомился Г. И. Нечволодовым и его семьёй, проживавших поблизости в селе Царские Колодцы. Подтверждением пребывания поэта в Кахетии является его картина маслом «Развалины близ села Караагач в Кахетии».
Дата смерти Г. И. Нечволодва не установлена. Похоронены с женой они были в урочище Царские Колодцы Тифлисской губернии.